# Cercophonius squama
Espèce
Synonymes
- Scorpio squama Gervais, 1843
- Acanthochirus testudinarius Peters, 1861

Cercophonius squama est une espèce de scorpions de la famille des Bothriuridae.

## Distribution
Cette espèce se rencontre en Australie dans l'Est de la Nouvelle-Galles du Sud, dans le Territoire de la capitale australienne, au Victoria, en Tasmanie et dans le Sud-Est de l'Australie-Méridionale et en Nouvelle-Calédonie,. Sa présence aux Îles Salomon est incertaine.

## Description

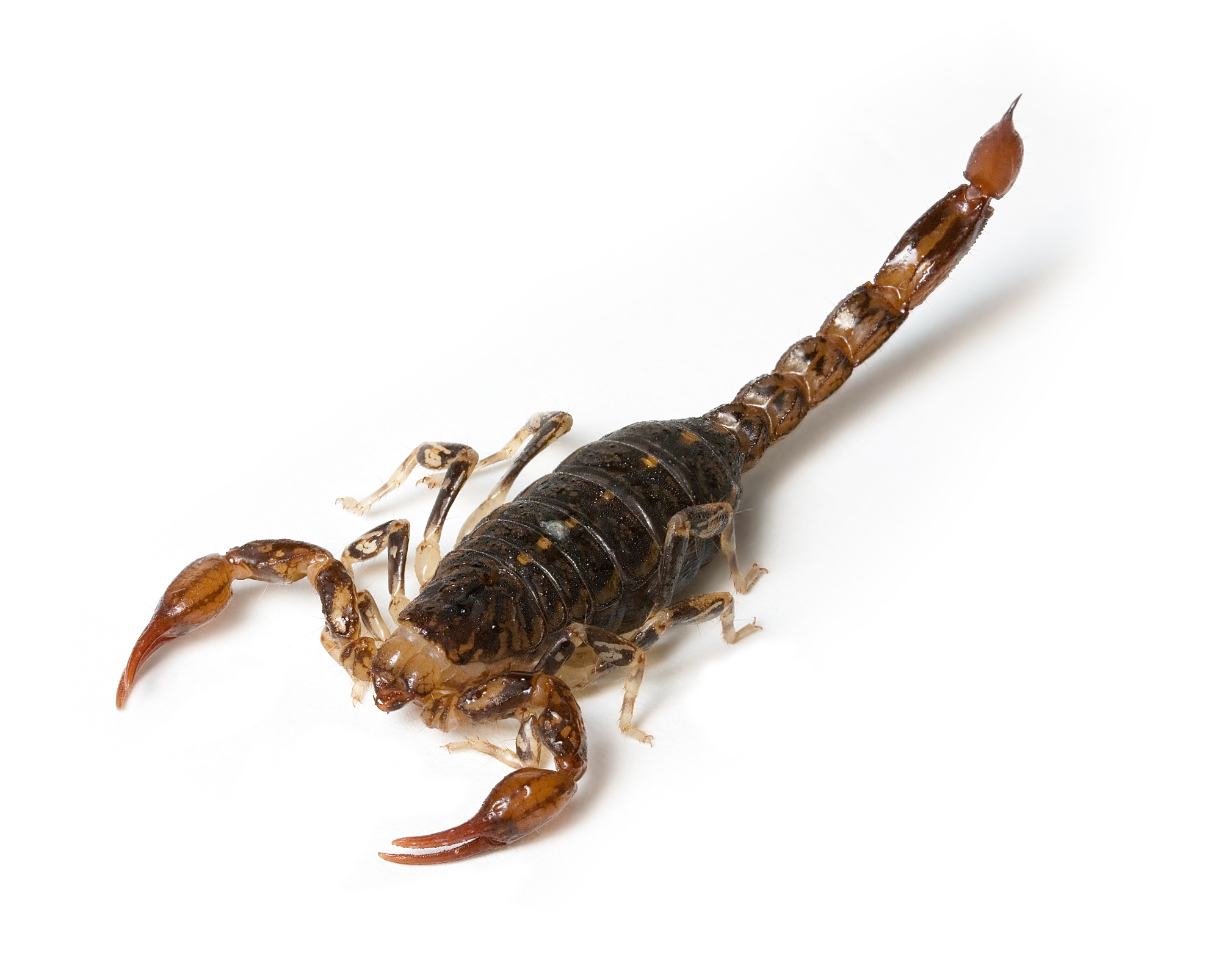
Cercophonius squama

Le mâle décrit par Acosta en 1990 mesure 26,19 mm et la femelle 32,09 mm.

## Publication originale
- Gervais, 1843 : Les principaux résultats d’un travail sur la famille des Scorpions. Société philomatique de Paris. Extraits des procès-verbaux des séances, vol. 5, no 7, p. 129−131 (texte intégral).